# Paludi
Paludi ist eine italienische Gemeinde in der Provinz Cosenza in Kalabrien mit 972 Einwohnern (Stand 31. Dezember 2023).

## Lage und Daten
Paludi liegt etwa 116 Kilometer nordöstlich von Cosenza am nördlichen Teil der Sila. Die Nachbargemeinden sind Corigliano-Rossano, Cropalati und Longobucco.

## Sehenswürdigkeiten
Im Ortsteil Castiglione gibt es Reste von römischen Mauern und eines Theaters.

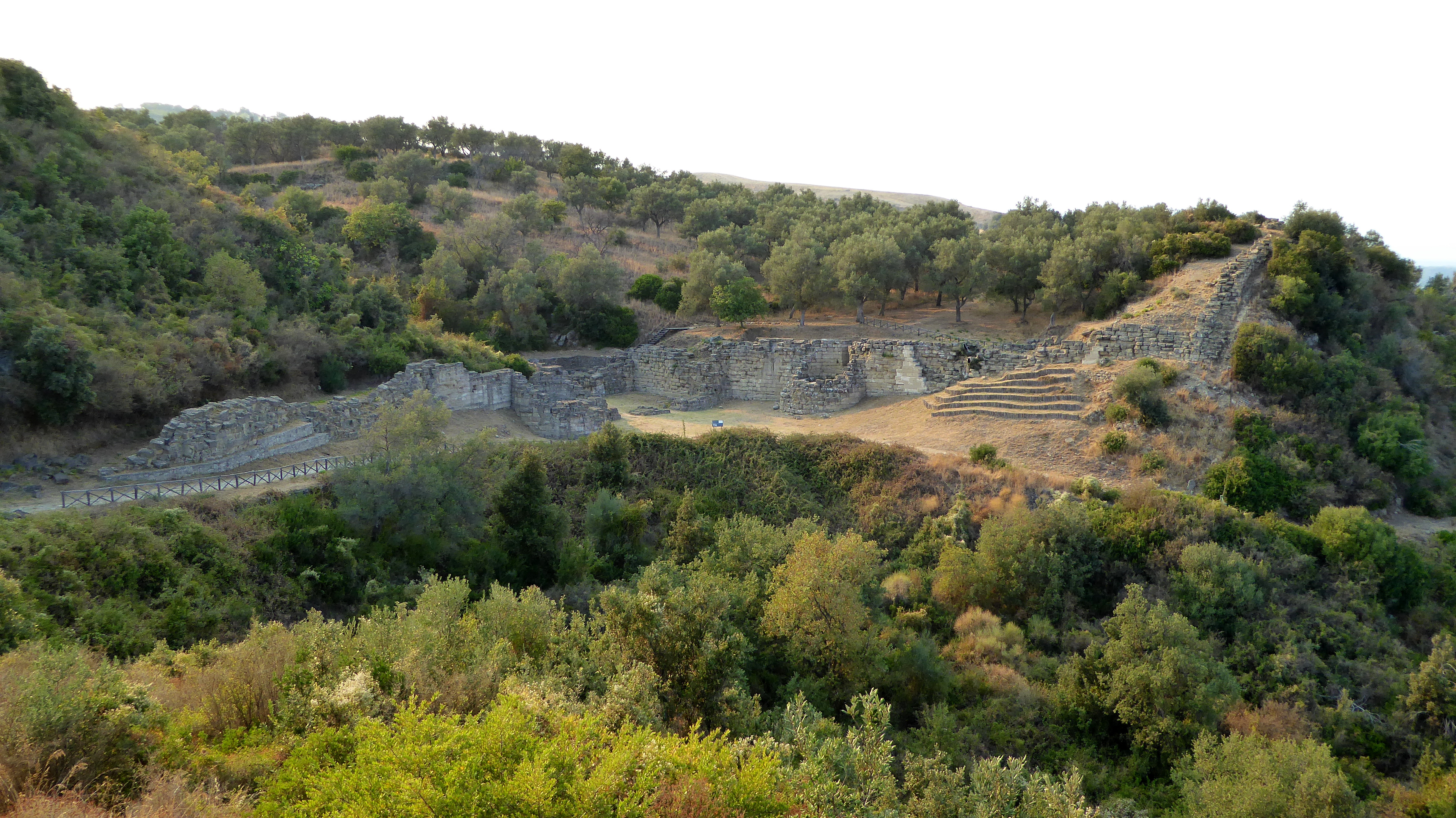
Castiglione di Paludi – Osttor
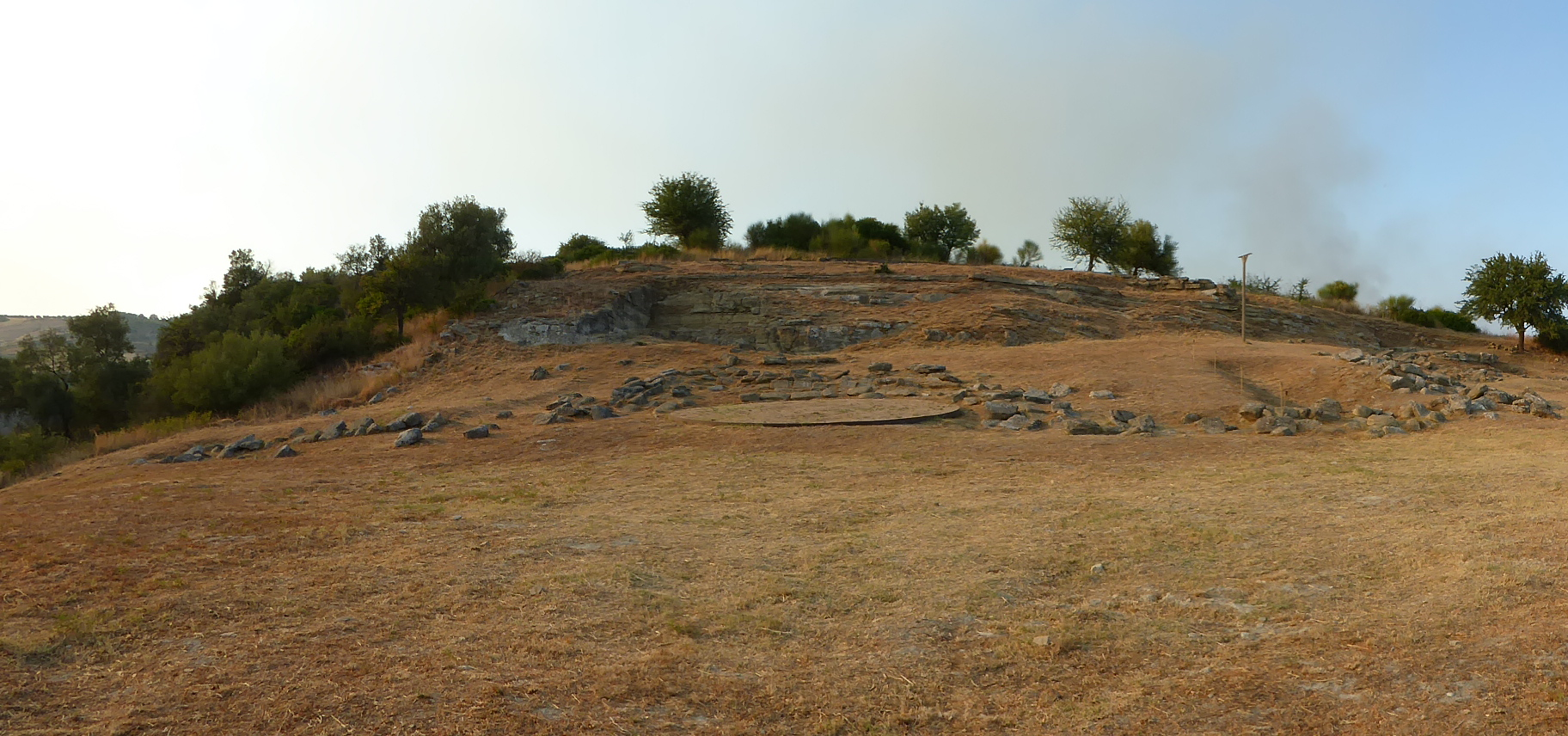
Castiglione di Paludi – Theater